# Al-Ahzab
Al-Ahzab (arabe : سُورَةُ ٱلْأَحْزَابِ, français : Les Coalisés) est le nom traditionnellement donné à la 33e sourate du Coran, le livre sacré de l'islam. Elle comporte 73 versets. Rédigée en arabe comme l'ensemble de l'œuvre religieuse, elle fut proclamée, selon la tradition musulmane, durant la période médinoise.

## Origine du nom
Bien que le titre ne fasse pas directement partie du texte coranique, la tradition musulmane a donné comme nom à cette sourate Les coalisés, en référence aux versets 20 et 22 :
« 20.  Ils pensent que les coalisés ne sont pas partis. Or si les coalisés revenaient, [ces gens-là] souhaiteraient être des nomades parmi les Bédouins, et [se contenteraient] de demander de vos nouvelles. S’ils étaient parmi vous, ils n’auraient combattu que très peu. »
« 22.  Et quand les croyants virent les coalisés, ils dirent : “Voilà ce qu’Allah et Son messager nous avaient promis ; et Allah et Son messager disaient la vérité”. Et cela ne fit que croître leur foi et leur soumission. »
Le terme al-ahzab est le pluriel de hizb. Ce mot arabe proviendrait de l’éthiopien. Pour Horovitz, il conserve le sens de « païen » tandis que Jeffery lui fait désigner un peuple, une faction. L’introduction de ce terme pourrait provenir d’une réflexion théologique en lien avec la doctrine qu’a voulu introduire le rédacteur dans le texte.

## Historique
Il n'existe à ce jour pas de sources ou documents historiques permettant de s'assurer de l'ordre chronologique des sourates du Coran. Néanmoins selon une chronologie musulmane attribuée à Ǧaʿfar al-Ṣādiq (VIIIe siècle) et largement diffusée en 1924 sous l’autorité d’al-Azhar,, cette sourate occupe la 90e place. Elle aurait été proclamée pendant la période médinoise, c'est-à-dire schématiquement durant la seconde partie de la vie de Mahomet, après avoir quitté La Mecque. Contestée dès le XIXe par des recherches universitaires, cette chronologie a été revue par Nöldeke,, pour qui cette sourate est la 103e.
À première vue, les différentes parties de cette sourate suivent la bataille de la Tranchée. Toutefois, la forme de la sourate interroge les chercheurs. En effet, plusieurs auteurs anciens évoque cette sourate et la considérait comme beaucoup plus longue. S'il est impossible de d’évaluer réellement ce raccourcissement, un « remaniement substantiel » a certainement eu lieu après la mort de Mahomet, cela afin de changer le discours coranique.
L’interprétation de cette sourate est complexifiée par le fait que le contexte auquel la sourate fait allusion a été modifié et manipulé. Cette sourate est unique par le fait qu’elle évoque un événement historique et un personnage réel, non biblique. L’unité de cette sourate a donc été fabriquée, comme cela a été prouvé par Powers, par un ou plusieurs rédacteurs « qui ont ainsi voulu prouver une thèse, en développant implicitement une doctrine ». 

## Interprétations
Cette sourate appartient au groupe des sourates 27 à 36 qui se trouvent presque au milieu du Coran. Hétérogène, en particulier en raison de leur style concis et allusif, cet ensemble se compose principalement d’histoire de prophètes et de prescription en lien avec les fins dernières. Elles ne sont pourtant qu’allusives, ce qui appuie l’hypothèse selon laquelle le Coran est construit comme un commentaire midrashique de textes bibliques connus de la communauté recevant cet enseignement.

### Versets 9-27: la bataille de la Tranchée
Si certains éléments de la sourate dateraient d’après les événements de la bataille de la Tranchée (également appelée « bataille du Fossé »), la rédaction finale de la sourate est bien postérieure. Le texte possède des ambiguïtés, en particulier en raison des liens littéraires formés entre cet épisode et celui, plus tardif, de la fitna. Cet élément renvoie donc à une datation, soit sous les premiers califes (première fitna), soit sous Abd al-Malik (deuxième fitna).
Un parallèle est créé par le Coran entre les factions d'« hypocrites » et ceux qui critiquent la vie personnelle de Mahomet, afin de les associer dans la même réponse qui est d’affirmer que la volonté de Dieu est avec Mahomet.
Cette sourate évoque la soumission complète des opposants de Mahomet et a été associé, par la tradition islamique, au massacre de la tribu juive des Banu Qurayza. Si certaines objections ont été levées quant à l’historicité de cet épisode, il semble que celui-ci soit avant tout une altération de l’histoire. Une partie des captifs ont été probablement expulsés. Cet épisode semble une rétroprojection du règne d’Umar dans la vie de Mahomet afin de ratifier sa politique par le texte coranique.
Le verset 37 de cette sourate est le seul du Coran à évoquer Zayd ibn Harithah, le fils adoptif de Mahomet.

### Verset 40: «Muhammad n’a jamais été le père de l’un de vos hommes...»
Pour l'islamologue Guillaume Dye, ce passage s’inscrit dans la volonté de Mahomet de se présenter comme le dernier des prophètes. Or, après la mort de Mahomet et la déception des espoirs eschatologiques, la prophétie aurait dû revenir aux descendants mâles de Mahomet et donc aux alides. « En d’autres termes, ce verset pourrait être, dans son état actuel, une addition tardive, destinée à contrer les prétentions des alides. ». Hawting remarque qu’il est compliqué de lire ce passage sans se référer à la Sira. 
L’expression « sceau des prophètes » est une expression apparaissant chez Tertullien et désignant Jésus. L’idée apparaît dans le Livre de Daniel où l’aspect de fin de la prophétie est développé. Dye remarque que Daniel est appelé « « [l’homme] des prédilections » (iš-ḥamudot), ce qui ressemble beaucoup au surnom Muḥammad ». Contrairement à Stroumsa, Pregill associe l’usage de l’expression « sceau des prophètes » au manichéisme qui l’utilise aussi pour désigner Mani. Dans ce courant et certaines approches musulmanes, cette expression évoque l’idée de valider les prophéties anciennes. Pour Stefanidis, cette expression pourrait être une polémique anti-juives critiquant leur attente messianique. Winitzer associe plutôt ce terme à l’idée d’empreinte divine.
De nombreux récits se sont développés sur la famille de Mahomet. Pour Dye, « Il me semble à peu près impossible de retrouver la réalité historique derrière tous ces récits, mais l’idée traditionnelle selon laquelle le Prophète aurait eu sept enfants (un chiffre qui n’est pas anodin dans la culture biblique) ne paraît pas être une information historique. » De même, pour lui, Maria la Copte est une fiction littéraire.

Texte de la sourate (Coran datant de 1874)
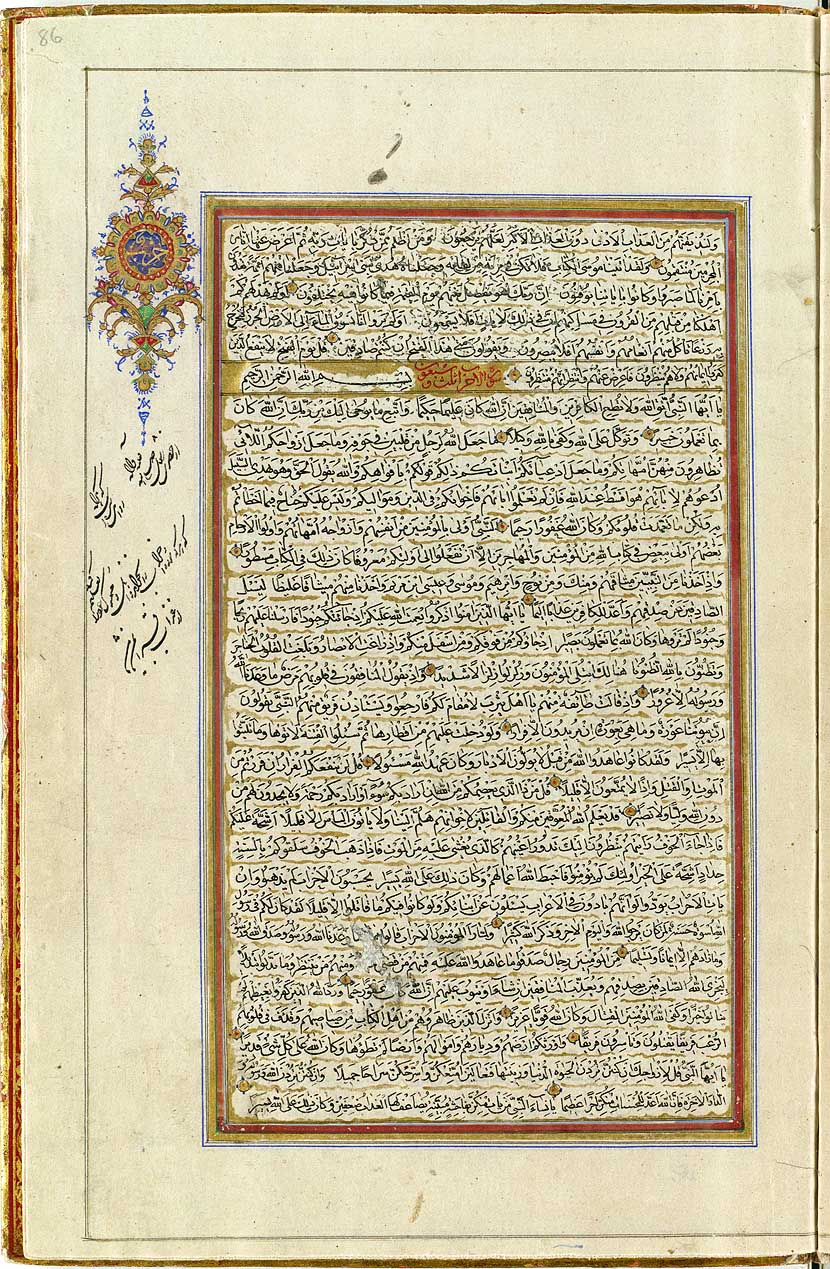
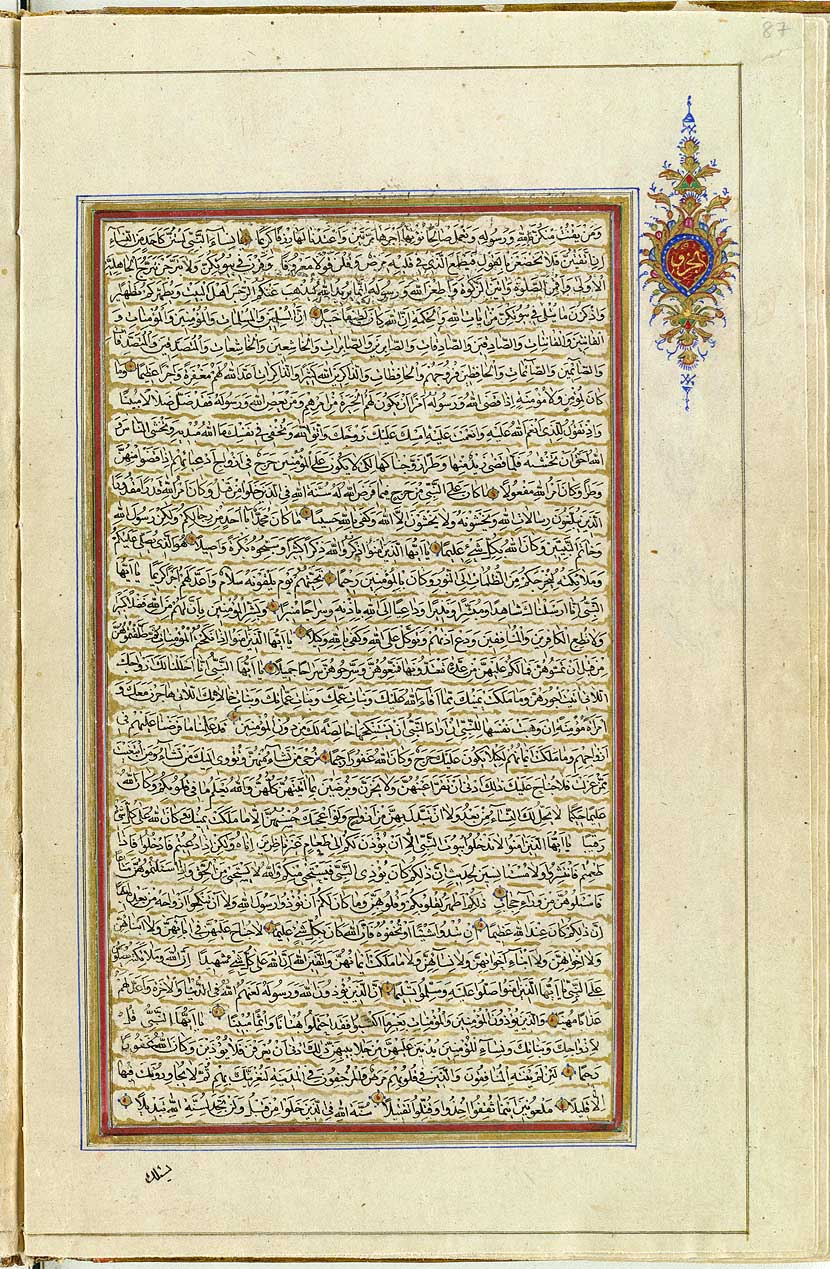
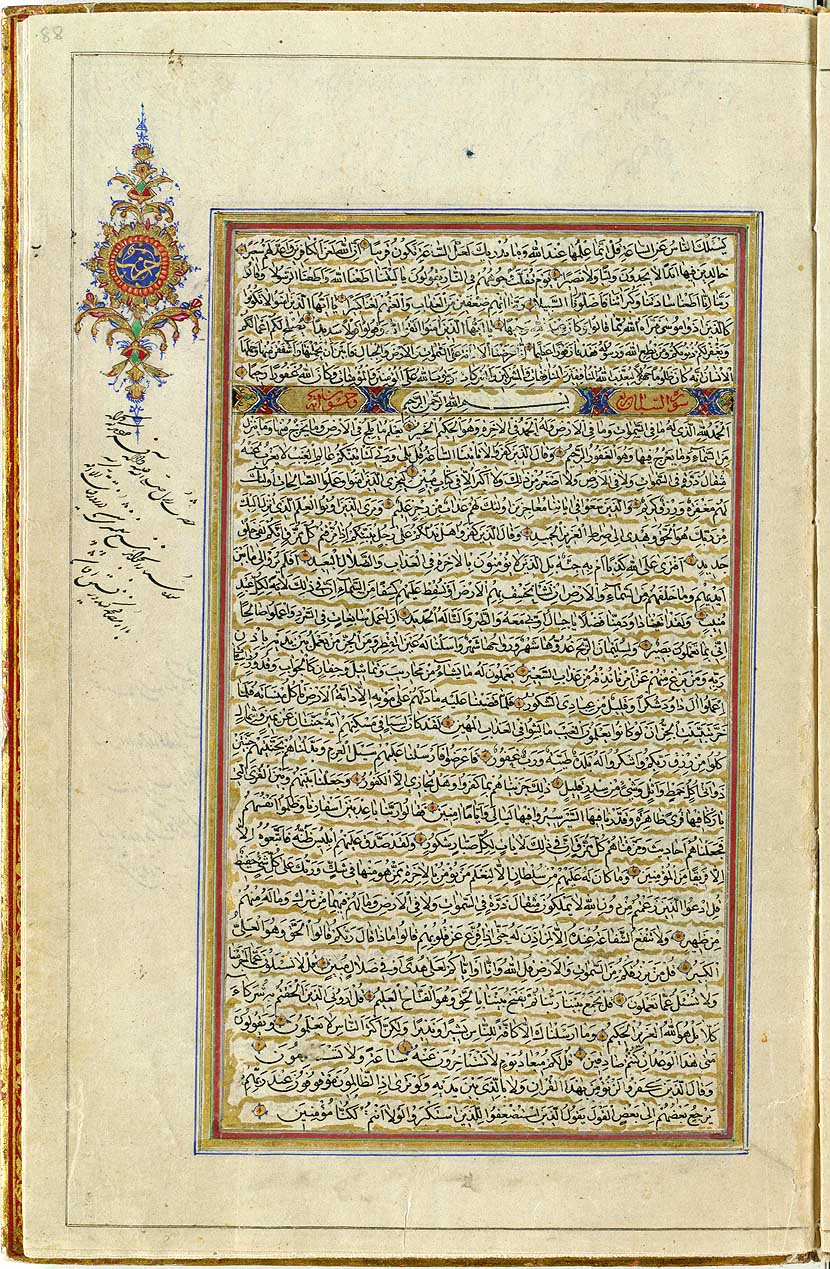